# Beschaving
Beschaving of civilisatie is een bepaalde mate van menselijke ontwikkeling, hetzij op individueel, psychologisch niveau, hetzij op het sociologische niveau van een samenleving met een bepaalde mate van complexiteit, een maatschappij.

## Etymologie
Het synoniem van beschaving, civilisatie, is afgeleid van het Latijnse civis, dat burger of stedeling betekent. De metafoor van beschaven/bijschaven (minder ruw maken met een schaaf), met betrekking tot individuele, algemene ontwikkeling, is een leenvertaling uit de Latijnse metafoor erudire, bijschaven/beschaven (ex- = uit, rudis = ruw, onbewerkt). Het leenwoord eruditie (intellectuele kennis) is via het Frans, van het Latijnse eruditio (onderwijs, kennis) afgeleid.
Beschaving kan ook verwijzen naar een geheel van gedragsnormen, met voorschriften en taboes, dat een individu zich eigen heeft gemaakt. Beschaving (beschaafd gedrag, beschaafdheid) betekent dan verfijning van het indidivu, en wordt tegenover ruw, barbaars gedrag gesteld.

## Inclusieve civilisatie
In de achttiende eeuw, de periode van de Verlichting, kreeg beschaven de betekenis van kennisverwerving en het zich eigen maken van normen. In het heersende vooruitgangsgeloof van die tijd werd de Europese beschaving beschouwd als de hoogste trede van een ontwikkelingsproces en werd verondersteld zich daarmee te onderscheiden van eerdere barbaarse samenlevingen. 
Voor andere samenlevingen zou deze vorm van beschaving te bereiken zijn door zich aan te passen aan de Europese ontwikkelingen, waarmee beschaving een inclusief begrip is. Gedurende de negentiende eeuw won dit etnocentrische, eurocentrische beeld terrein. De complexe, Europese maatschappij werd als superieur beschouwd aan minder complexe maatschappijen. Daarmee werd het Europese imperialisme gelegitimeerd: de Europese overheersing van andere volkeren. Bovendien leidde dit Europese superieure zelfbeeld tot racisme tegenover niet-Europese volken.

## Exclusieve civilisatie

De eerste beschavingen ontstonden in de Vruchtbare Sikkel

In de negentiende eeuw verschoof de nadruk naar een exclusieve betekenis, een beschaving waar niet iedereen deel van uitmaakt. Een beschaving is hier een complexe maatschappij die opkomt, bloeit en ondergaat. Een beschaving in deze zin is sedentair, bedrijft landbouw, kent een specialisatie en arbeidsverdeling die het mogelijk maakt om overschotten te produceren en te verhandelen en een sociale differentiatie te ontwikkelen met religieuze, politieke en culturele elites. Daarnaast bestaan hier steden en een bureaucratisch bestuur waar gebruik wordt gemaakt van het schrift. Daarbij hebben ze een dusdanig omvang dat ze meerdere kleinere culturen omvatten en bestaan ze ook geruime tijd.
Op basis hiervan kan het begrip gebruikt worden om specifieke samenlevingsvormen te onderzoeken. Hierbij worden wel de vroege beschavingen onderscheiden van de klassieke en de postklassieke beschavingen. De vroege beschavingen zijn de grote valleibeschavingen:
- de stadstaten van Soemer tussen de Eufraat en Tigris;
- Egypte langs de Nijl;
- de Indusbeschaving;
- China rond de Gele Rivier en de Jangtsekiang.

Soms worden hier ook de vroege beschavingen van Meso-Amerika en de Andesbeschavingen bij genoemd.
Als klassieke beschavingen worden beschouwd:
- het Perzische Rijk;
- Griekenland en de hellenistische wereld;
- het Romeinse Rijk;
- het China van de Han-dynastie;
- het India van de Mauryadynastie;
- de Olmeken.

Soms worden hier ook het Ghanese Rijk, Mali en het Songhai-rijk in Afrika toe gerekend.
De postklassieke beschavingen zijn:
- de Islamitische wereld;
- het Byzantijnse Rijk;
- de Tang- en Song-dynastie;
- het Mongoolse Rijk;
- de Tolteken en Azteken in Midden-Amerika;
- de Inca's in de Andes.

### Problematiek
Er zijn verscheidene redenen waarom het begrip ook in deze betekenis tegenwoordig minder wordt gebruikt. Allereerst wordt er na 1500 bijna niet meer gesproken van beschavingen, hoewel nog wel van rijken. De wereld werd steeds sterker verbonden, waardoor er steeds minder sprake was van aparte beschavingen, maar steeds meer van een statensysteem binnen de wereldeconomie.
Daarnaast wordt van de Amerikaanse en vooral de Afrikaanse beschavingen betwijfeld of de invloed op de wereldgeschiedenis wel vergelijkbaar was met die van de grote beschavingen. Ook is het cyclische beeld van elkaar afwisselende beschavingen achterhaald en wordt er tegenwoordig veel meer de nadruk gelegd op de onderlinge interactie. Er wordt dan ook wel gekozen voor andere begrippen als rijken, samenlevingen en werelden. Anderen zoals Bruce Mazlish pleiten ervoor om het begrip beschaving überhaupt niet meer te gebruiken.